# Sobradinho (ort)
Sobradinho är en ort i Brasilien.   Den ligger i kommunen São Felipe och delstaten Bahia, i den östra delen av landet, 1 000 km öster om huvudstaden Brasília. Sobradinho ligger 167 meter över havet och antalet invånare är 19 304.
Terrängen runt Sobradinho är platt. Närmaste större samhälle är Cruz das Almas, 18,1 km norr om Sobradinho.
Omgivningarna runt Sobradinho är en mosaik av jordbruksmark och naturlig växtlighet. Runt Sobradinho är det ganska tätbefolkat, med 80 invånare per kvadratkilometer.